# Мёрсдорф (Хунсрюк)
Мёрсдорф (нем. Mörsdorf) — община в Германии, курорт, расположен в земле Рейнланд-Пфальц.
Входит в состав района Кохем-Целль. Подчиняется управлению Трайс-Карден. Население составляет 646 человек (на 31 декабря 2010 года). Занимает площадь 17,37 км².

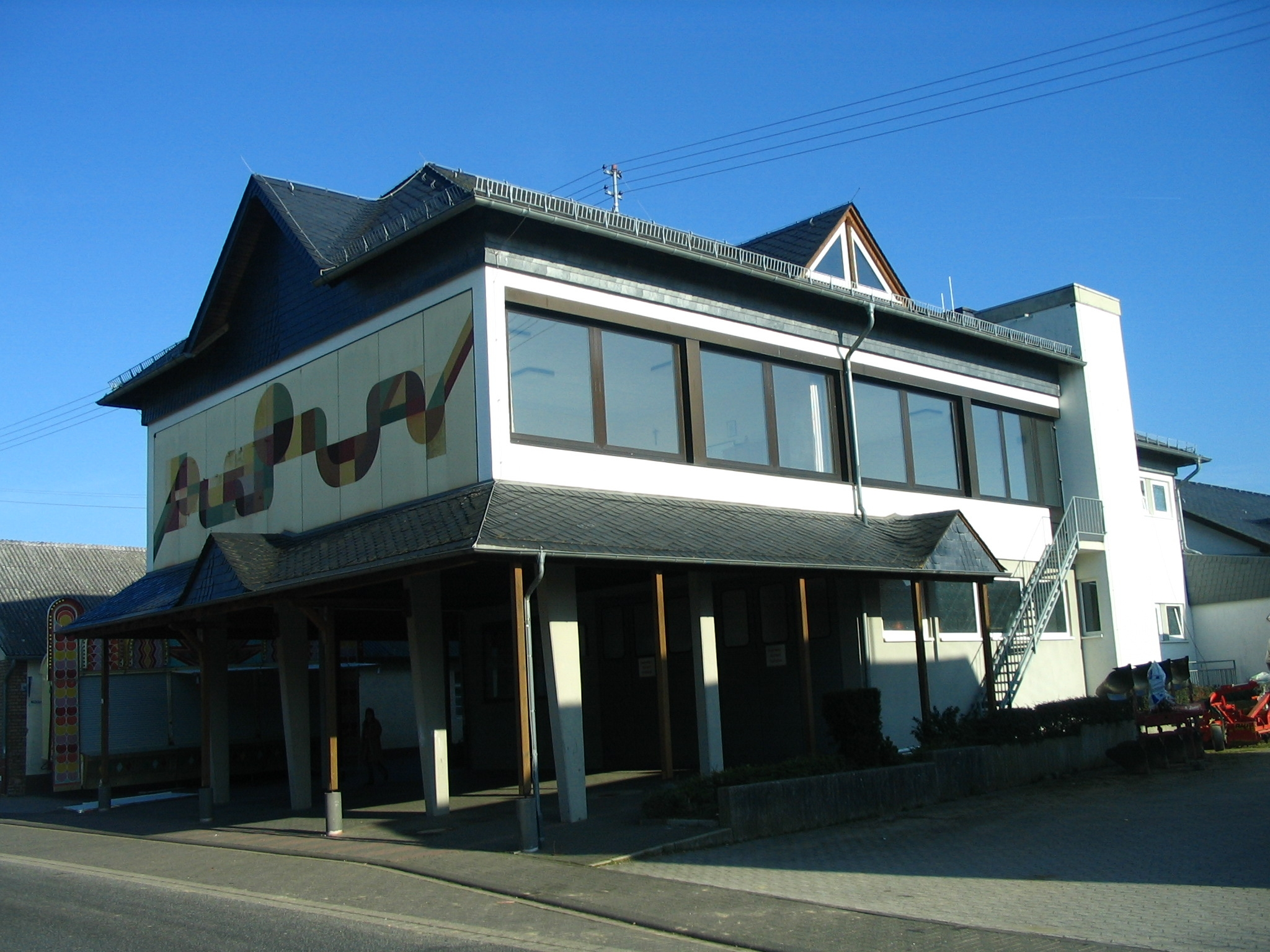
Мёрсдорф (Хунсрюк)
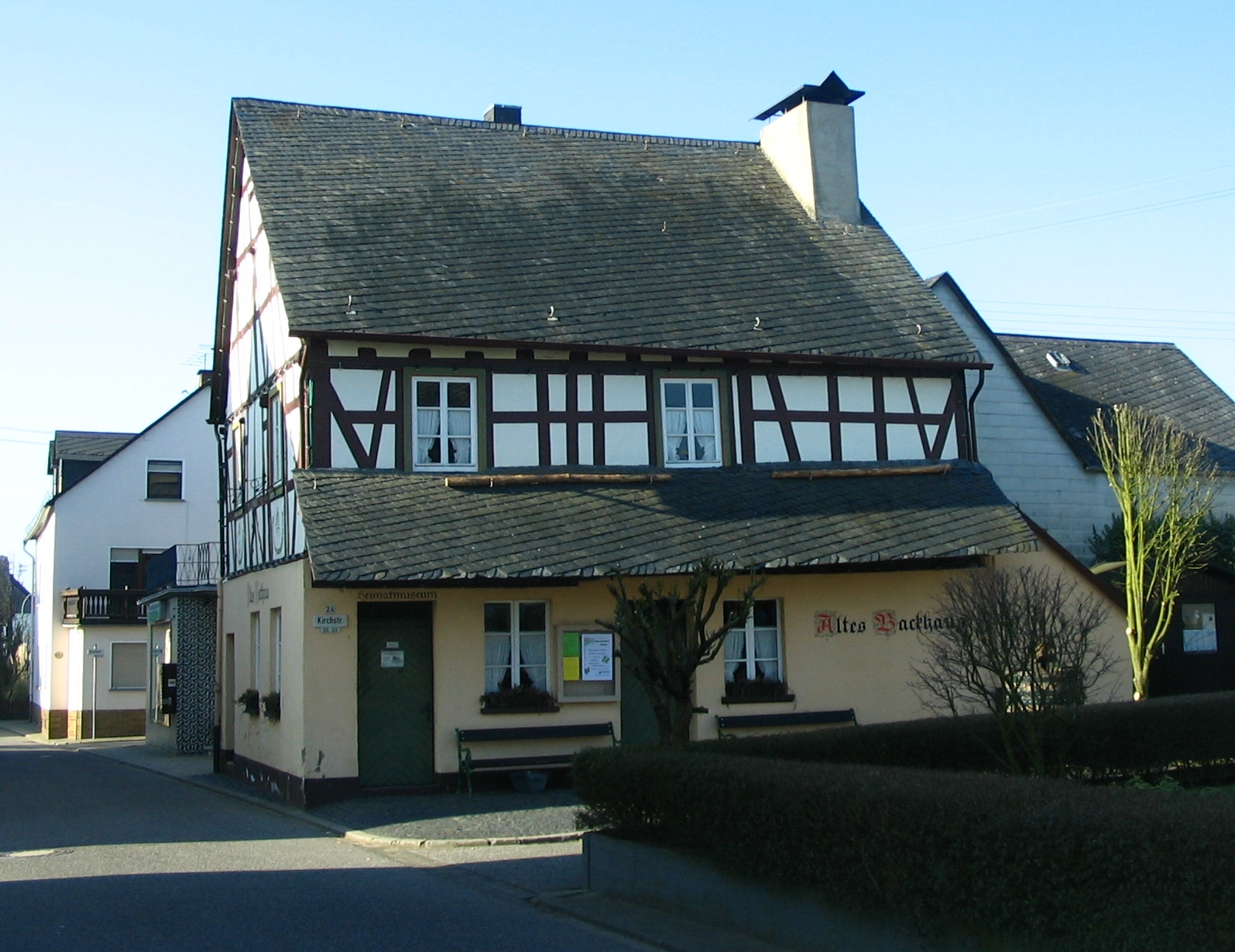
Мёрсдорф (Хунсрюк)